# Llano Grande, Santiago Tlazoyaltepec
Llano Grande är en ort i Mexiko.   Den ligger i kommunen Santiago Tlazoyaltepec och delstaten Oaxaca, i den sydöstra delen av landet, 300 km sydost om huvudstaden Mexico City. Llano Grande ligger 2 458 meter över havet och antalet invånare är 121.
Terrängen runt Llano Grande är kuperad. Runt Llano Grande är det ganska glesbefolkat, med 32 invånare per kvadratkilometer. Närmaste större samhälle är San Miguel Peras, 12,7 km söder om Llano Grande. I omgivningarna runt Llano Grande växer i huvudsak blandskog.